# ديفيد كيرنز (سياسي)
ديفيد كيرنز هو سياسي بريطاني، ولد في 7 أغسطس 1966 في غرينوك في المملكة المتحدة، وتوفي في 9 مايو 2011 في لندن في المملكة المتحدة بسبب التهاب البنكرياس. نشط حزبياً في حزب العمال.

## مناصب
- في الانتخابات العامة في المملكة المتحدة 2001، انتخب عضو البرلمان الثالث والخمسون للمملكة المتحدة  [لغات أخرى]‏ عن دائرة Greenock and Inverclyde (UK Parliament constituency) [الإنجليزية]‏ وقد انضم خلال فترته النيابية ‏ (7 يونيو 2001 – 11 أبريل 2005) للكتلة البرلمانية حزب العمال.
- في الانتخابات العامة في المملكة المتحدة 2005، انتخب عضو البرلمان الرابع والخمسون للمملكة المتحدة  [لغات أخرى]‏ عن دائرة إنفيركلايد وقد انضم خلال فترته النيابية ‏ (5 مايو 2005 – 12 أبريل 2010) للكتلة البرلمانية حزب العمال.
- في انتخابات المملكة المتحدة لعام 2010، انتخب عضو البرلمان الخامس والخمسين للمملكة المتحدة  [لغات أخرى]‏ عن دائرة إنفيركلايد وقد انضم خلال فترته النيابية ‏ (6 مايو 2010 – 9 مايو 2011) للكتلة البرلمانية حزب العمال.
- انتخب Parliamentary Under-Secretary of State for Scotland [الإنجليزية]‏ (1 يوليو 2007 – 16 سبتمبر 2008).